# Mwene Kongo

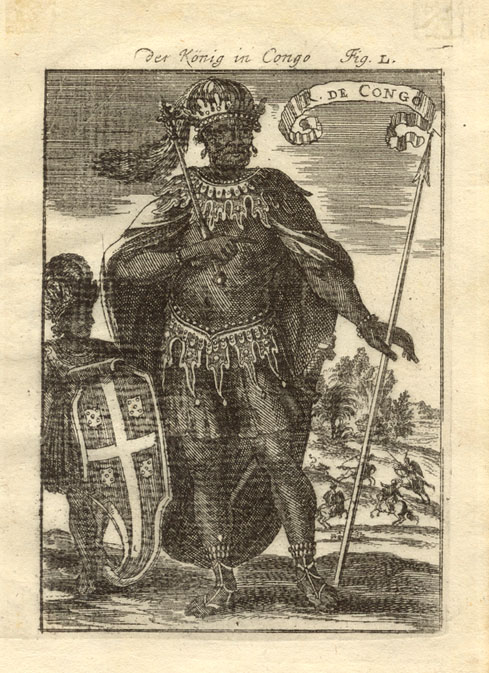
Gravure uit 1685.

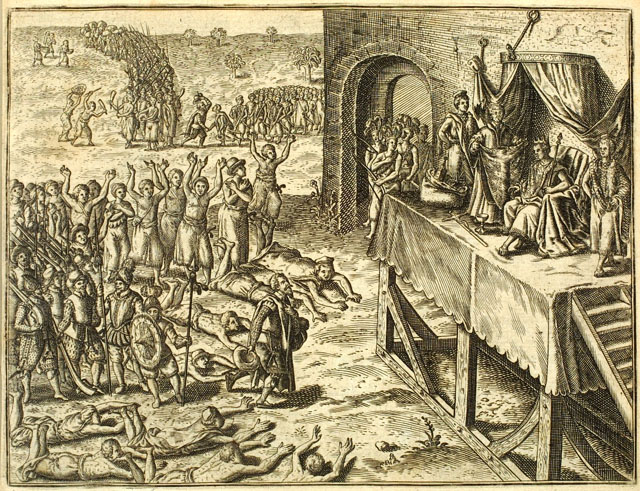
De MWene Kongo verleent een audiëntie aan zijn onderdanen en Portugese bezoekers.

Mwene Kongo, ook wel Awenekongo of Manikongo genoemd, was de titel van de heerser van het koninkrijk Kongo, een koninkrijk dat bestond van de 14e tot de 19e eeuw en gebieden omvatte in het huidige Angola, Gabon, de Republiek Congo en de Democratische Republiek Congo. De machtszetel van de Mwene Kongo bevond zich in Mbanza Kongo (van 1570 tot 1975 ook wel São Salvador genoemd), dat tegenwoordig de hoofdstad is van de provincie Zaire in Angola. De Mwene Kongo benoemde gouverneurs voor de provincies van het koninkrijk en ontving tribuut van onderworpen naburige gebieden.

## Etymologie
De in veel Europese landen bekendere titel Manikongo is een verbastering van Mwene Kongo, welke reeds door de Kongolese koningen zelf werd gebruikt in hun correspondentie met de koningen van Mu, waardoor Mwene letterlijk 'iemand die een functie in het koninkrijk vervult' betekent. Deze titel wordt ook gebruikt voor de heersers over de verschillende regio's waaruit het rijk bestond, dus de Mwene Mpangu was dus de heerser over de provincie Mpangu en als zodanig onderhorig aan de Mwene Kongo.

## Geschiedenis
De eerste mwene Kongo was Lukena lua Nimi (ca. 1380-1420), stichter van het koninkrijk Kongo. Nzinga Nkuwu (1482-1505) was de zesde Mwene Kongo en de eerste koning van Kongo die bekend werd in Europa, mede dankzij zijn bekering tot het Christendom in 1491, waarbij hij de Portugese naam João I aannam. De laatste (min of meer) onafhankelijke koning van Kongo was Pedro V (1859-1891), welke zich in 1888 onderwierp aan het Koninkrijk Portugal en officieel een vazal werd.

## Troonpretendenten
Huidige kroonpretendent sinds 19 november 2000 en 70e koning, is de in het FNLA-rebellen gebied van Cabinda in ballingschap levende Josè Henrique da Silva Meso Mankala of Kongo.